# Ross Robinson
Ross Robinson (Angleton, Texas, 1967. február 13. –) amerikai zenei producer, aki dolgozott a Machine Head, a Korn, az At the Drive-In, a Limp Bizkit, a Slipknot, a Vanilla Ice, a The Cure, a Sepultura, a Glassjaw és más együttesekkel.

## Zenei pályája
Robinson thrash metal gitárosként kezdte a Detente és a Murdercar (amelyben a Machine Head későbbi dobosa, Dave McClain is játszott) együttesekben, zenei produceri ismereteit azokban a stúdiókban szedte fel, amelyekben felvételeket készítettek. Nem tellett sok időbe és Robinson elég stúdiótapasztalatot szerzett ahhoz, hogy 1991-ben megszerezze első önálló stúdiómunkáját, a Fear Factory Concrete albumának felvételét. Robinson ennek a referenciaalbumnak a segítségével szerzett további megrendeléseket neves zenekaroktól, többek között a Korntól.
Robinsont a „Nu metal keresztapjaként” emlegették, annak ellenére, hogy a későbbiek során erősen kritizálta a nu metal mozgalmat, mivel túlságosan önteltnek tartotta, és bírálta az újabb zenekarokat is, mivel azok nem fordultak afelé az irányzat felé, amely az ő segítségével jelent meg a Korn 1994-ben kiadott első albumán. A Sepultura Roots című albumán második dobosként ő is zenélt a Ratamahatta című számban.
Robinson sikeres volt a post-hardcore műfajban is. 2000-ben ebben a műfajban alkotta az At the Drive-In utolsó albumát, a Relationship of Command-ot , valamint a Glassjaw Everything You Ever Wanted to Know About Silence (2000) és a Worship and Tribute (2002) című albumait. Dolgozott a The Cure-ral a saját magukról elnevezett The Cure (2004) című albumon, és a From First to Last együttessel Heroine (2006) című albumukon.
2003-ban készítette a The Blood Brothers ...Burn, Piano Island, Burn című albumát, melyben mind ő, mind a zenekar eltért korábbi stílusától. A The Blood Brothers korábbi nyers, gyakran kidolgozatlan dalai helyett (melyek gyakran csupán 90 másodperc hosszúságúak voltak) a ...Burn, Piano Island, Burn sokkal hosszabb és jobban felépített szerzeményeket tartalmazott.
Robinson volt az IAM: Wolfpack zenei kiadó tulajdonosa. 2007-ben jelentették be, hogy Ross új név alatt adja ki dalait. Első CD-je a Black Light Burns Cruel Melody című albuma volt. David Wells, Jesse Bradford, Noel Ashman és mások mellett a The Plumm nevű New York-i nightclub résztulajdonosa.
2008-tól Ross elhatározta, hogy új tehetségeket mutat be. A My Own Private Alaska (MOPA) nevű  fiatal francia trióval készített felvételt, melyen a klasszikus zongoradallamot sikoltó hangokkal keverik. „Amen” című albumuk 2010 tavaszán jelenik meg az I Am Recordings név alatt.
Dolgozott a szlovén Siddharta együttessel új, Saga nevű projektjükön, és a Drop Dead, Gorgeous zenekarral Los Angelesben.
2010 februárjára Ross Robinson befejezte a Repeater második albumát, a „We Walk From Safety”-t.

## Munkái

### Gitárosként
1986
- Recognize no Authority – Detente

### Producerként
1991
- Concrete – Fear Factory

1992
- The Crimson Idol – W.A.S.P.

1993-1994
- KoRn – Korn
- Feed-Us – Cradle of Thorns

1995
- Adrenaline – Deftones
- Injected – Phunk Junkeez

1996
- All Is Not Well – Manhole
- Roots – Sepultura
- Life Is Peachy – KoRn

1997
- Three Dollar Bill Y'All$ – Limp Bizkit

1998
- Soulfly – Soulfly
- e-lux – Human Waste Project
- Cold – Cold
- Hard To Swallow – Vanilla Ice

1999
- The Burning Red – Machine Head
- SlipKnoT – SlipKnoT
- Amen – Amen

2000
- Everything You Ever Wanted to Know About Silence – Glassjaw
- Relationship of Command – At the Drive-In
- We Have Come for Your Parents – Amen
- Strait Up – Snot

2001
- Iowa – SlipKnoT

2002
- Start with a Strong and Persistent Desire – Vex Red
- Concrete – Fear Factory
- Worship and Tribute – Glassjaw
- ...Burn, Piano Island, Burn – The Blood Brothers

2003
- Join or Die – Amen

2004
- The Cure – The Cure

2005
- Team Sleep – Team Sleep
- The Unquestionable Truth – Limp Bizkit

2006
- Heroine – From First to Last
- Redeemer – Norma Jean

2007
- Wolves – Idiot Pilot
- Worse Than a Fairy Tale – Drop Dead, Gorgeous
- Cruel Melody – Black Light Burns

2008
- The Anti Mother – Norma Jean
- My Own Private Alaska

2010
- Korn III Remember who you are – KoRn